# Datowanie historyczne
Datowanie historyczne – metoda datowania bezwzględnego, opierająca się na powiązaniu archeologii z chronologiami i kalendarzami, analizie źródeł pisanych, wykazów królów, dynastii, listów, annałów, kronik. Niekiedy dzięki źródłom pisanym można wydatować bezwzględnie pozostałości danych kultur archeologicznych. Jednak aby datowanie było obiektywne, trzeba znaleźć punkt wspólny sekwencji badanej oraz „naszej” sekwencji chronologicznej, ponieważ w różnych kręgach kulturowych przyjęto odmienne daty, od których mierzono czas. Przykładem takiego wspólnego punktu mogą być zjawiska astronomiczne, które były obserwowane i odnotowywane w większości kultur.

## Punkty wyjściowe, od których mierzono czas
- Chrześcijaństwo – narodziny Chrystusa (1 rok n.e.)
- Majowie – 3114 rok p.n.e.[a]
- Grecy – od pierwszej olimpiady 776 r. p.n.e.
- Rzymianie – od założenia Rzymu 754/753 p.n.e
- Muzułmanie – od opuszczenia Mekki przez Mahometa 622 rok n.e.